# Campeonato Europeo de keirin masculino

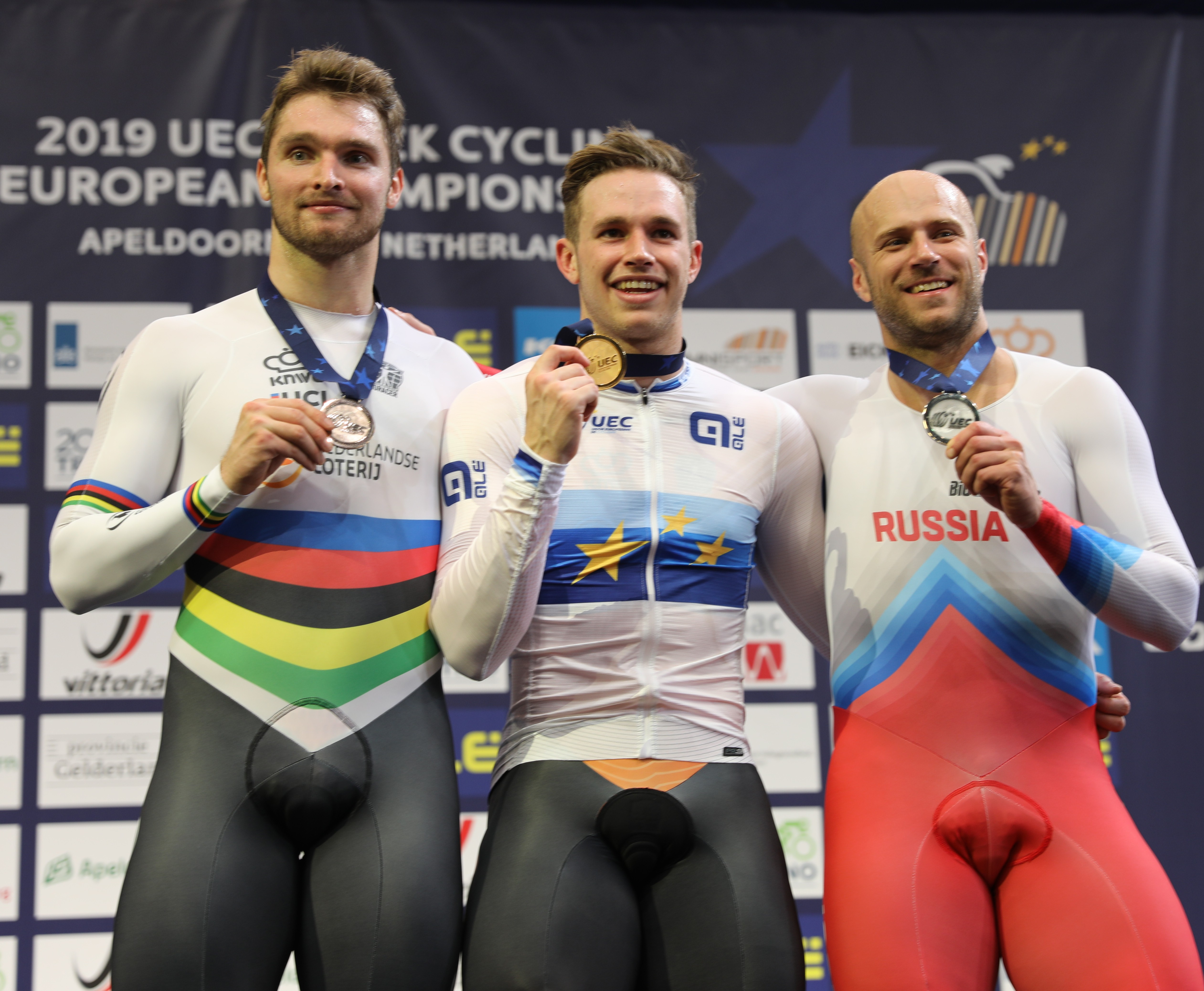
Pódium del año 2019, última competición de ese tipo antes de la pandemia de la Covid-19

El Campeonato de Europa de keirin masculino es el campeonato de Europa de Keirin organizado anualmente por la UEC. Se traen disputando desde el 2010 dentro de los Campeonatos de Europa de ciclismo en pista.

## Palmarés
| Evento | Oro              | Plata              | Bronce          |
| ------ | ---------------- | ------------------ | --------------- |
| 2010   | Jason Kenny      | Matthew Crampton   | Adam Ptacnik    |
| 2011   | Matthew Crampton | Christos Volikakis | François Pervis |
| 2012   | Tobias Wächter   | Joachim Eilers     | Denis Dmitriev  |
| 2013   | Maximilian Levy  | Jason Kenny        | François Pervis |
| 2014   | Joachim Eilers   | Matthijs Büchli    | Denis Dmitriev  |
| 2015   | Pavel Kelemen    | François Pervis    | Denis Dmitriev  |
| 2016   | Tomáš Bábek      | Andri Vynokurov    | Charlie Conord  |